# Eddie Edwards (giocatore di football americano)
Eddie Edwards (Sumter, 25 aprile 1954) è un ex giocatore di football americano statunitense che ha militato nel ruolo di defensive end nella National Football League (NFL).

## Carriera
Al college Edwards giocò a football a Miami. Fu scelto come terzo assoluto nel Draft NFL 1977 dai Cincinnati Bengals. Vi giocò per tutta la carriera fino al 1988, raggiungendo per due volte il Super Bowl (perso in entrambe le occasioni con i San Francisco 49ers) e mettendo a segno 83,5 sack. Ad ogni modo solo 47,5 di essi sono ufficiali poiché la NFL iniziò a tenere traccia della statistica solo dal 1982. Quei 47,5 sack rimasero un record di franchigia finché non furono superati da Carlos Dunlap nel 2015.

## Palmarès

### Franchigia
- American Football Conference Championship: 2

Cincinnati Bengals: 1981, 1988

### Individuale
- PFWA All-Rookie Team - 1977